# 유과 (성향후)
유과(劉果, ? ~ 8년?)는 전한 말기의 제후로, 평간경왕의 손자이다.

## 행적
원연 2년(기원전 11년), 형 유패를 끝으로 폐지되어 있었던 성향후(成鄕侯) 작위를 이어받았다.
성향후 과 19년(8년), 전한이 멸망하여 작위가 박탈되었다. 왕선겸은 관본(官本)에 유과가 '(작위가) 박탈되었다(免)' 가 아니라 '죽었다(薨)'로 기록되어 있음을 밝혔다.

## 출전
- 반고, 《한서》 권15하 왕자후표 下

| 선대 (7년 전) 형 성향절후 유패 | 전한의 성향후 기원전 11년 ~ 기원후 8년 | 후대 (전한 멸망) |